# Старк, Александр Александрович
Александр Александрович Старк (9 ноября 1849, Сунд, Аландские острова — 26 марта 1933, Муолаа, Виипури) — русский энтомолог.

## Биография
Родился в 1849 году. В 1868 году поступил в Санкт-Петербургский земледельческий институт. Он изучал вредных, особенно лесных насекомых и проследил жизнь многих насекомых, о вреде которых до того времени ничего не было известно. В 1878 году Старк получил место управляющего имением Уч-Дере великого князя Константина Николаевича в южной части Черноморского округа и занялся изучением фауны альпийской области западного Кавказа. Он открыл много новых видов. Наиболее интересный установленный им факт тот, что фауна жуков западного Кавказа оказалась необыкновенно обособленной. Всего им открыто, исключительно свойственных западному Кавказу, более 120 видов. Описания помещены в разное время в «Wiener Entom. Zeitung», «Berliner Entom. Zeitschrift» и «Horae Soc. Ent. Rossicae». Когда Великое княжество Финляндское отделилось от России, Старк остался жить в своем имении Ala-Mellola на берегу озера Каукъярви.
Александра Александровича Старка связывали длительные близкие отношения с Екатериной Павловной Майковой, женщиной сложной судьбы, впоследствии известной детской писательницей. В начале 1870 года Майкова порвала со своим партнёром Любимовым и поселилась в имение Уч-Дере у Старка. Сын Майковой и А. А. Старка — Эдуард Александрович Старк был воспитан отцом. Он стал известным театральным критиком, скончался во время Ленинградской блокады в 1942 году.

## Сочинения
- Старк А. А. На русской Ривьере. Из дневника охотника. — СПб.: тип. С. М. Проппера, 1913. — 92 с.